# آی‌ای ۴۶ دینفیا
آی‌ای ۴۶ دینفیا (به انگلیسی: DINFIA_IA_46) یک هواگرد ملخ‌پیشین تک‌موتوره از نوع سم پاش ساخت شرکت DINFIA است. هواگرد آی‌ای ۴۶ دینفیا نخستین پروازش را در ۲۳ دسامبر ۱۹۵۷ میلادی انجام داد. این هواگرد در سال ۱۹۵۸ میلادی رسماً معرفی گردید. در مجموع، تعداد ۱۳۲ فروند از این هواگرد ساخته شده‌است.